# Fédération des Seychelles de basket-ball
La Fédération des Seychelles de basket-ball est une association, fondée en 1979, chargée d'organiser, de diriger et de développer le basket-ball aux Seychelles.
La Fédération représente le basket-ball auprès des pouvoirs publics ainsi qu'auprès des organismes sportifs nationaux et internationaux et, à ce titre, les Seychelles dans les compétitions internationales. Elle défend également les intérêts moraux et matériels du basket-ball seychellois. Elle est affiliée à la FIBA depuis 1979, ainsi qu'à la FIBA Afrique.
La Fédération organise également le championnat national.